# خون ماه مه
خون ماه مه (به اسپانیایی: Sangre de Mayo) فیلمی محصول سال ۲۰۰۸ و به کارگردانی خوزه لوئیس گارسی است. در این فیلم بازیگرانی همچون کیم گوتیه‌رس، پائولا اچه‌باریا، مانوئل گالیانا و انریکه ویلن ایفای نقش کرده‌اند.